# Dvorac Reiser
Dvorac Reiser je zgrada u mjestu i gradu, Samoboru. Zaštićeno je kulturno dobro.

## Opis
Dvorac je smješten nedaleko od franjevačkog samostana, na uzvisini, s južne strane Langove ulice. Sudeći prema oblikovanju pročelja, ali i interijerskim elementima kao što je stubište, zaključuje se da je građen početkom 19. st. Riječ je o jednokatnici pravokutne osnove s rizalitnim istakom u središnjem dijelu sjevernog pročelja koju zaključuje četverostrešno krovište. Pročelja su oblikovana klasicističkom jednostavnošću kao i arhitektonskim elementima iz istog repertoara. Okružen parkom čini skladnu cjelinu i oblikuje jednu od kvalitetnijih samoborskih vizura. Značajan je u kontekstu ladanjske izgradnje samoborskog kraja.

## Zaštita
Pod oznakom Z-1467 zavedena je kao nepokretno kulturno dobro - pojedinačno, pravna statusa zaštićena kulturnog dobra, klasificirano kao "profana graditeljska baština".